# Гехру
Гехру́ (перс. گهرو‎) — небольшой город на юго-западе Ирана, в провинции Чехармехаль и Бахтиария. Входит в состав шахрестана Шехре-Корд.
На 2006 год население составляло 6 093 человека.
Альтернативное название: Кехру (Kahru).

## География
Город находится в центральной части Чехармехаля и Бахтиарии, в горной местности центрального Загроса, на высоте 2 099 метров над уровнем моря.
Гехру расположен на расстоянии приблизительно 30 километров к югу от Шехре-Корда, административного центра провинции и на расстоянии 400 километров к югу от Тегерана, столицы страны.